# The Boulet Brothers' Dragula: Titans (1ª temporada)
A primeira temporada do spin-off The Boulet Brothers' Dragula: Titans estreou em 25 de Outubro de 2022, com dois episódios. O spin-off contou com a participação de artistas drag que haviam participado de outras temporadas de Dragula, em um novo formato. O elenco da temporada foi anunciado em 26 de Setembro de 2022.
Titans introduziu um novo formato ao reality show. No lugar dos tradicionais desafios de extermínio, que as piores performances do episódio participam para se manter na competição, cada episódio iniciará com um Fright Feat, onde todos devem participar. Caso algum participante se recuse a participar ou não conseguir completar o desafio, será imediatamente exterminado e o concorrente eliminado anteriormente retornará à competição.
A vencedora de The Boulet Brothers' Dragula: Titans recebeu um prêmio de US$ 100.000, vaga principal na Dragula World Tour 2023 e o título de próximo Supermonstro Drag do Mundo.
Em 19 de Dezembro de 2022, Victoria Black foi anunciada como vencedora da primeira temporada de Titans. HoSo Terra Toma e Koco Caine foram as finalistas da temporada, com Koco sendo anunciada como exosister ao final da turnê nos EUA.

## Participantes
| Participante     | Temporada Original | Posição Original | Origem              | Colocação                                       |
| ---------------- | ------------------ | ---------------- | ------------------- | ----------------------------------------------- |
| Victoria Black   | 2                  | Finalista        | Orlando, FL         | Vencedora (em 19 de Dezembro de 2022)           |
| Victoria Black   | Resurrection       | Exterminada      | Orlando, FL         | Vencedora (em 19 de Dezembro de 2022)           |
| HoSo Terra Toma  | 4                  | Finalista        | Seul, Coréia do Sul | Finalistas (em 19 de Dezembro de 2022)          |
| Koco Caine       | 4                  | 9º Lugar         | Phoenix, AZ         | Finalistas (em 19 de Dezembro de 2022)          |
| Astrud Aurelia   | 4                  | 10º Lugar        | Phoenix, AZ         | 4° Lugar (Eliminadas em 13 de Dezembro de 2022) |
| Evah Destruction | 3                  | 5º Lugar         | Austin, TX          | 4° Lugar (Eliminadas em 13 de Dezembro de 2022) |
| Melissa Befierce | 1                  | Finalista        | Los Angeles, CA     | 6º Lugar (Desistiu em 5 de Dezembro de 2022)    |
| Abhora           | 2                  | 4º Lugar         | Los Angeles, CA     | 7º Lugar (Eliminada em 21 de Novembro de 2022)  |
| Erika Klash      | 2                  | 6º Lugar         | Nova Iorque, NY     | 8º Lugar (Eliminada em 14 de Novembro de 2022)  |
| Kendra Onixxx    | 2                  | 8º Lugar         | Riverside, CA       | 9º Lugar (Eliminada em 7 de Novembro de 2022)   |
| Kendra Onixxx    | Resurrection       | Exterminada      | Riverside, CA       | 9º Lugar (Eliminada em 7 de Novembro de 2022)   |
| Yovska           | 3                  | 9º Lugar         | Toronto, Canadá     | 10º Lugar (Eliminada em 31 de Outubro de 2022)  |

## Progresso das Participantes
| Participantes    | 1      | 2      | 3      | 4      | 5      | 6      | 7      | 8      | 9         |
| ---------------- | ------ | ------ | ------ | ------ | ------ | ------ | ------ | ------ | --------- |
| Victoria Black   | VENCEU | BOM    | VENCEU | BTM2   | VENCEU | SALVA  | BOM    | BTM4   | Vencedora |
| HoSo Terra Toma  | SALVA  | BOM    | VENCEU | BOM    | SALVA  | BTM2   | RUIM   | VENCEU | Finalista |
| Koco Caine       | RUIM   | SALVA  | BOM    | VENCEU | BOM    | BOM    | BTM2   | BTM4   | Finalista |
| Astrud Aurelia   | BOM    | SALVA  | BOM    | RUIM   | BTM2   | BOM    | BOM    | ELIM   |           |
| Evah Destruction | BOM    | VENCEU | RUIM   | BOM    | SALVA  | BTM2   | VENCEU | ELIM   |           |
| Melissa Befierce | SALVA  | SALVA  | SALVA  | SALVA  | RUIM   | VENCEU | BTM2   |        |           |
| Abhora           | ELIM   | SALVA  | BTM2   | BOM    | ELIM   |        |        |        |           |
| Erika Klash      | BTM2   | SALVA  | SALVA  | ELIM   |        |        |        |        |           |
| Kendra Onixxx    | SALVA  | BTM2   | ELIM   |        |        |        |        |        |           |
| Yovska           | SALVA  | ELIM   |        |        |        |        |        |        |           |

     A participante venceu The Boulet Brothers' Dragula: Titans.
     As participantes se tornaram finalistas da temporada.
     A participante venceu o desafio da semana.
     A participante recebeu críticas positivas, mas foi declarada "salva" no último instante.
     A participante recebeu críticas negativas, mas foi declarada "salva" no último instante.
     A participante foi declarada como "salva", mas recebeu feedback dos Boulet Brothers.
     A participante esteve apta à eliminação, mas desistiu da competição.
     A participante esteve apta à eliminação.
     A participante foi eliminada.

## Eliminações
| Episódio | Participantes    | Participantes | Participantes    | Eliminada        |
| -------- | ---------------- | ------------- | ---------------- | ---------------- |
| 1        | Abhora           | vs.           | Erika Klash      | Abhora           |
| 2        | Kendra Onixxx    | vs.           | Yovska           | Yovska           |
| 3        | Abhora           | vs.           | Kendra Onixxx    | Kendra Onixxx    |
| 4        | Erika Klash      | vs.           | Victoria Black   | Erika Klash      |
| 5        | Abhora           | vs.           | Astrud Aurelia   | Abhora           |
| 6        | Evah Destruction | vs.           | HoSo Terra Toma  | Nenhum           |
| 7        | Koco Caine       | vs.           | Melissa Befierce | Melissa Befierce |
| 8        | Astrud Aurelia   | vs.           | Koco Caine       | Astrud Aurelia   |
| 8        | Evah Destruction | vs.           | Victoria Black   | Evah Destruction |

     A participante foi eliminada após sua primeira participação entre as piores.
     A participante foi eliminada após sua segunda participação entre as piores.
     A participante foi eliminada após sua terceira participação entre as piores.
     A participante desistiu da competição.

## Episódios
| Episódio | Título                | Data de exibição original | Fright Feat | Resumo do Floor Show | Bottom 2                               |
| -------- | --------------------- | ------------------------- | --- | --- | -------------------------------------- |
| 1        | Halloween House Party | 25 de Outubro de 2022     | Retirar, com a boca, a maior quantidade de maçãs de um caldeirão de sangue. Prêmio: Organizar os times para o Floor Show. Vencedora: Melissa Befierce. | Criar um look baseando-se nos arquétipos mais comuns de fantasia de Halloween e participar de uma dublagem em uma festa de Halloween - Abhora como ??? - Astrud Aurelia como Criatura - Erika Klash como Morcego - Evah Destruction como Demônio - HoSo Terra Toma como Pirata - Kendra Onixxx como Frankenstein - Koco Caine como A Múmia - Melissa Befierce como Vampiro - Victoria Black como Pumpkinhead - Yovska como Pumpkinhead Vencedora: Victoria Black. | Abhora e Erika Klash Eliminada: Abhora |